# Baphia buettneri
Baphia buettneri är en ärtväxtart som beskrevs av Hermann August Theodor Harms. Baphia buettneri ingår i släktet Baphia och familjen ärtväxter. IUCN kategoriserar arten globalt som livskraftig.

## Underarter
Arten delas in i följande underarter:
- B. b. buettneri
- B. b. hylophila